# Marcos Paz
Marcos Paz Mariño (San Miguel de Tucumán, 1813 – Buenos Aires, 2 gennaio 1868) è stato un politico argentino.
Fu governatore delle province di Tucumán e di Córdoba, nonché Vicepresidente dell'Argentina.

## Biografia
Figlio di Juan Bautista Paz, ministro del governatore di Tucumán Alejandro Heredia, compì i suoi studi a Buenos Aires e divenne avvocato nel 1835. In seguito accompagnò lo stesso Heredia come segretario durante le campagne militari contro la Confederazione Perù-Boliviana. Il 21 ottobre 1841 si sposò con Micaela Cascallares, discendente di una famiglia di agiati possidenti terrieri.
Entrato nell'esercito, dopo la caduta di Juan Manuel de Rosas appoggiò le azioni di Justo José de Urquiza, partecipando all'infruttuoso assedio di Buenos Aires. Nominato deputato alla Convenzione Costituente del 1853 e in seguito senatore per la Provincia di Tucumán al Congresso Federale. Nel 1858 fu nominato governatore di Tucumán, carica che occupò fino al 1860.
Chiamato dal generale Wenceslao Paunero a mettere ordine nella provincia di Córdoba, allora in totale anarchia per gli scontri tra i liberali della provincia, si recò poi nel nord del paese a mettere pace tra i governatori di Tucumán, Catamarca, Santiago del Estero e Salta.
Eletto senatore nel 1861, nel 1862 Paz conquistò nelle urne la vicepresidenza dell'Argentina; il 12 giugno 1865 assunse le funzioni di presidente a causa degli impegni del presidente Bartolomé Mitre in qualità di comandante dell'esercito alleato nella guerra della Triplice Alleanza. Il 2 gennaio 1868, mentre esercitava le funzioni di vicepresidente, Marcos Paz morì, vittima di un'epidemia di colera.